# Mormonizm w Nigerii
Mormonizm w Nigerii – obecność i struktury wyznań należących do ruchu świętych w dniach ostatnich w Nigerii.
Obecność tej tradycji religijnej na terytorium Nigerii sięga okresu kolonialnego. Przynajmniej w przypadku Kościoła Jezusa Chrystusa Świętych w Dniach Ostatnich, zatem największej denominacji mormońskiej, na jej pojawienie się w tym kraju znaczny wpływ miały motywowane rasowo ograniczenia nakładane na wiernych afrykańskiego pochodzenia, bowiem do 1978 wierni tego kościoła wywodzący się z Afryki bądź mający afrykańskie korzenie nie mieli wstępu do świątyń, a mężczyźni natomiast nie mogli być posiadaczami kapłaństwa. Do siedziby kościoła w Salt Lake City przychodziły liczne prośby o literaturę kościelną. Wspomniane ograniczenia rasowe powodowały, że formalne ustanowienie struktur kościelnych było niemniej w zasadzie niemożliwe. Zarejestrowano w owym okresie kilka kościołów w Nigerii noszących identyczną nazwę do kościoła z siedzibą w Utah. Część z nich związała się później właśnie z kościołem z siedzibą w Salt Lake City. Otwarcie świątyń dla osób afrykańskiego pochodzenia w 1978 dało impuls do szybkiego wzrostu liczebnego nigeryjskich wiernych zrzeszonych w tej denominacji, przekraczając 220 tysięcy (2022). W kraju funkcjonuje także jedna mormońska świątynia.
Wierni zrzeszeni w Kościele Jezusa Chrystusa Świętych w Dniach Ostatnich nie stanowią jednak jedynych nigeryjskich wyznawców mormonizmu. Od lat 60. XX stulecia swych wiernych w Nigerii ma też Społeczność Chrystusa. Do 2001 znana ona była jako Zreorganizowany Kościół Jezusa Chrystusa Świętych w Dniach Ostatnich. W Nigerii funkcjonuje także szereg innych, relatywnie niewielkich, kościołów odwołujących się w swojej doktrynie do nauk Josepha Smitha. Swych wiernych ma w niej Church of Jesus Christ Restored 1830, kościół założony w 2002 przez Nolana Glaunera z siedzibą w Buckner w stanie Missouri. Natomiast w 1953 Anie Dick Obot utworzył Kościół Jezusa Chrystusa Świętych w Dniach Ostatnich, pierwotnie korzystając z materiałów nadesłanych przez kościół w Utah. Nie zdecydował się jednak na późniejsze doń przyłączenie. Posługiwał jako biskup własnego kościoła. Część uznających jego zwierzchnictwo wiernych praktykuje także małżeństwa pluralistyczne.
Księga Mormona została przetłumaczona na kilka języków rodzimych dla Nigerii. Kościół Jezusa Chrystusa Świętych w Dniach Ostatnich wydał ją w całości w igbo (2000) oraz w joruba (2007).